# Procesul legislativ în România
Procesul Legislativ reprezintă ansamblul operațiilor ce trebuie realizate de către o entitate care dorește ca o lege să fie adoptată. Legile sunt în general inițiate de către parlamentari, de către ministere sau de către alte autorități interesate. După scrierea proiectului, inițiativa legislativă trece prin mai multe etape de avizare și consultare cu opinia publică pentru ca apoi să intre în dezbaterea din parlament.

## Etapele procesului legislativ
În general, o lege trece prin următoarele etape:
1. Semnarea proiectului de lege de către avizatori (autorități publice interesate în aplicarea acestuia).
2. Depunerea proiectului de lege la Secretariatul General al Guvernului (SGG).
3. Obținerea de la SGG a avizului Consiliului Legislativ.
4. Prezentarea în Ședința de Guvern spre adoptare.
5. Depunere proiect la Parlament – Prima cameră sesizată – Senat.
6. Aviz Senat pe Comisii (juridică, drepturile omului, egalitate de șanse).
7. Adoptare lege la Senat.
8. Transmiterea proiectului de lege la Camera Deputaților și înregistrarea acestuia.
9. Avize Camera Deputaților pe Comisii (juridică, drepturile omului și românii de pretutindeni).
10. Adoptarea legii în Camera Deputaților.
11. Transmiterea pentru promulgare.
12. Promulgarea de către Președintele României.
13. Publicarea legii în Monitorul Oficial